# Sinularia fibrilla
Sinularia fibrilla är en korallart som beskrevs av Lai och Long 1981. Sinularia fibrilla ingår i släktet Sinularia och familjen läderkoraller. Inga underarter finns listade i Catalogue of Life.